# Annika Evaldsson
Annika Evaldsson, född 14 maj 1970 i Åsarna, Sverige, är en svensk längdskidåkerska som tävlade för Sverige i Världscupen och som bäst slutade på sjunde plats vid världscupdeltävlingar i sprint i Sunne i Sverige den 11 mars 1997.
Vid olympiska vinterspelen 1994 i Lillehammer slutade hon på 25:e plats i 5-kilometersloppet och 29:e plats i såväl 5 + 10 kilometers jaktstart samt 15 kilometer. Hennes bästa resultat på världsmästerskapen är 14:e-platsen i 5-kilometersloppet 1997.
På svenska mästerskap vann hon 5-kilometersloppet 1996 och 1997 samt sprintloppet år 2000. 1994 och 1995 ingick hon också i Sollefteå SK:s segrande lag på 3 x 5 kilometer stafett. År 2000 vann hon Tjejvasan.

### Fotnoter
1. ↑  Annika Evaldsson på Sveriges Olympiska Kommittés webbplats
2. ↑  ”Längd damer”. Svenska Skidförbundet. Arkiverad från originalet den 7 april 2019. https://web.archive.org/web/20190407085409/https://www.skidor.com/Foljoss/Historikochstatistik/Svenskamastare/Langddamer/. Läst 1 februari 2015.
3. ↑  ”Tjejvasan”. Vasloppet. Arkiverad från originalet den 16 mars 2016. https://web.archive.org/web/20160316193037/http://www.vasaloppet.se/wp-content/uploads/sites/1/2015/10/statistik_tjejvasan_sve_2015-10-02.pdf. Läst 1 februari 2015.